# Piloselle
Pilosella officinarum
Espèce
La Piloselle, Pilosella officinarum (anciennement Hieracium pilosella), est une espèce de plantes à fleurs, anciennement du genre des Hieracium (Épervières), mais toujours de la famille des Composées (= Astéracées). Elle est aussi appelée Épervière piloselle, « Oreille de souris », « Oreille de rat », « Piloselle de rat », « Herbe à l'épervier » ou Veluette.
Elle est commune sur les sols arides et pauvres. Elle contient des substances antibiotiques et diurétiques.

## Étymologie
Le nom de Pilosella remonte à la fin du Moyen Âge et se rapporte aux nombreux poils dont la plante est revêtue. Son ancien nom de genre Hieracium dérive du grec ancien Hierax, faucon, épervier, en raison d'une croyance populaire qui voulait que ces oiseaux en buvaient le suc afin de fortifier leur vue. De ces deux noms de genre elle conservera d'ailleurs son nom commun d'Épervière piloselle.

## Description
Petite composée vivace stolonifère (ce qui la distingue des épervières), généralement de 10 à 15 centimètres de haut (rarement 30), présentant autour de son pied des rejets allongés qui portent des feuilles oblongues, entières, grisâtres dessous, hérissées de longs poils sétiformes, appliquées sur le sol, et qui finissent par s'enraciner pour donner de nouvelles rosettes de feuilles.
Comme les autres épervières, les fleurs sont jaunes, les fruits, brusquement tronqués au sommet sous l'aigrette sessile, sont d'un blanc roussâtre à grisâtre, leurs réceptacles sans paillettes ni soies, et leur involucre floral à bractées nombreuses et inégales.
- Fleurs jaune citron, en capitule solitaire dressé (2-3 cm, plus clair et plus petit que les pissenlits). Involucre et pédoncule floral velu, sans feuilles. Ligules jaune, fleurons en périphérie souvent rayés de rouge au revers. Floraison de mai à septembre.
- Fruit en akène blanc grisâtre, surmonté d'une aigrette simple, molle et soyeuse, composée de soies d'égale longueur.
- Souche horizontale, à stolons aériens et feuillés.
- Saveur amère et très astringente.

Elle est difficile à distinguer parmi la dizaine d'autres épervières médicinales au sein de la centaine d'espèces que compte le genre.
Cette espèce résiste à la concurrence malgré sa petite taille car elle est télétoxique, libérant dans le sol des produits toxiques pour les autres plantes. À tel point qu'il arrive qu'elle s'empoisonne parfois elle-même, les individus au centre de ses populations dépérissant. Au bout de quelque temps, la pluie lessive les zones dénudées du centre si bien que les graines présentes peuvent à nouveau germer et donner de nouveaux individus.

## Habitat et répartition géographique
Très commune dans toute l'Europe (sauf dans la région méditerranéenne où elle est rare et dans la zone arctique) et l'Asie occidentale, jusqu'à 3 000 m : sur les sols secs, dans les landes à bruyères, les remblais et les clairières, sur les rocailles, dans les tourbières.

## Utilisations
Au Moyen Âge, l'épervière piloselle servait à prédire la guérison ou la mort des malades. La sainte abbesse Hildegarde fut la première à la mentionner au XIIe siècle. Depuis, son usage médicinal pour fortifier la vue et guérir les blessures s'est conservé dans les campagnes. Sa rosette de feuilles comestible crue était séchée et utilisée comme remède contre les affections respiratoires (asthme, bronchite), les problèmes de foie et d'estomac. Elle était également utilisée en cataplasme contre les ecchymoses.
La pharmacologie moderne lui reconnaît les propriétés suivantes : anti-infectieuse, détoxifiante, astringente, cholagogue, apéritive, dépurative, vulnéraire, détersive et diurétique. Elle contient notamment de l'ombelliférone qui a des propriétés antibiotiques, antioxydantes, anti-inflammatoires, anti-hyperglycémiques et anti-tumorales.
Le suc frais réduisait les brucelloses humaines et animales, ainsi que la fièvre de Malte. En poudre, son astringence était utilisée comme antihémorragique, notamment pour les saignements de nez.
Au Danemark, les feuilles sont fumées à la façon d'un joint.

## Analyse chimique et toxicité
La plante renferme, outre le mucilage, tanin, résine et manganèse :
- des flavonoïdes (lutéoside) responsables de l'action diurétique,
- des glucosides (glucoside-ombelliférone…) qui peuvent avoir une action antibiotique (inhibent les brucellas) due à l'ombelliférone libérée.
- des acides phénols (acide caféique et acide chlorogénique) qui possèdent un pouvoir antibactérien, pouvant nuire à d'autres plantes ou au développement des truffes, par exemple[réf. nécessaire].

## Une plante herbicide
Cette plante, allélopathe de petite taille a des racines superficielles qui concurrencent peu les plants à racines plus profondes. Elle inhibe la croissance racinaire des adventices par sécrétion au niveau racinaire de toxines telles que l'umbelliférone et l'acide chlorogénique et développe également des propriétés anti-germinatives, phénomène connu sous le nom de télétoxie.
L'émission de stolons permet une installation rapide et une couverture dense du sol.
Elle a une haute valeur écologique puisqu'elle permet de limiter le recours aux herbicides ainsi que de limiter le travail du sol.

## Une plante-hôte
La larve de la Mouche de la Piloselle est strictement inféodée à la Piloselle et se nourrit de ses graines au sein du capitule. De même, la chenille du papillon de nuit, la Fidonie du Pin, se nourrit de cette espèce.

## Galerie

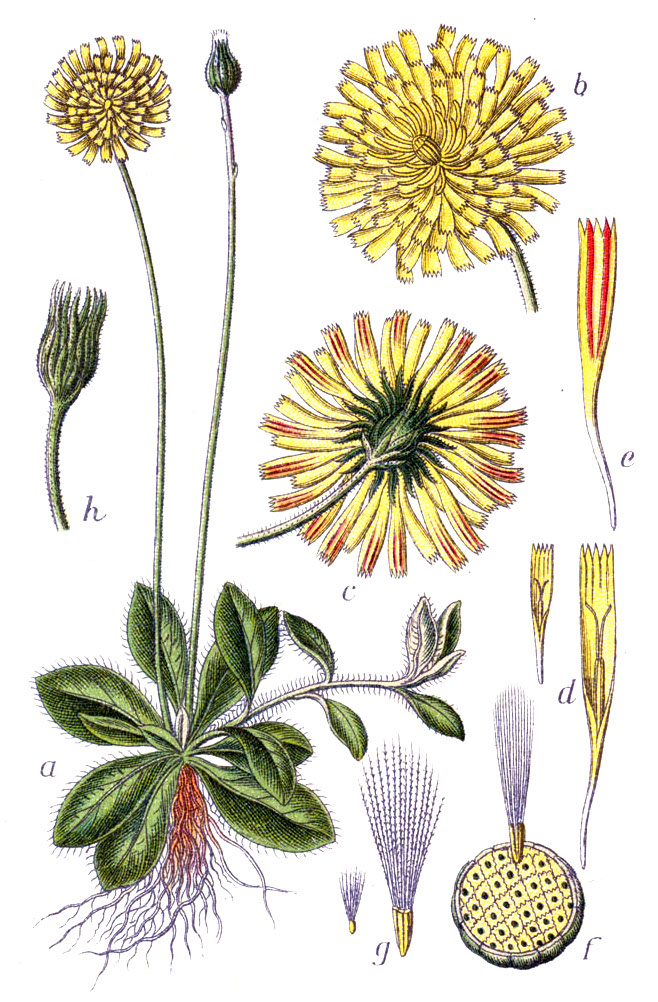
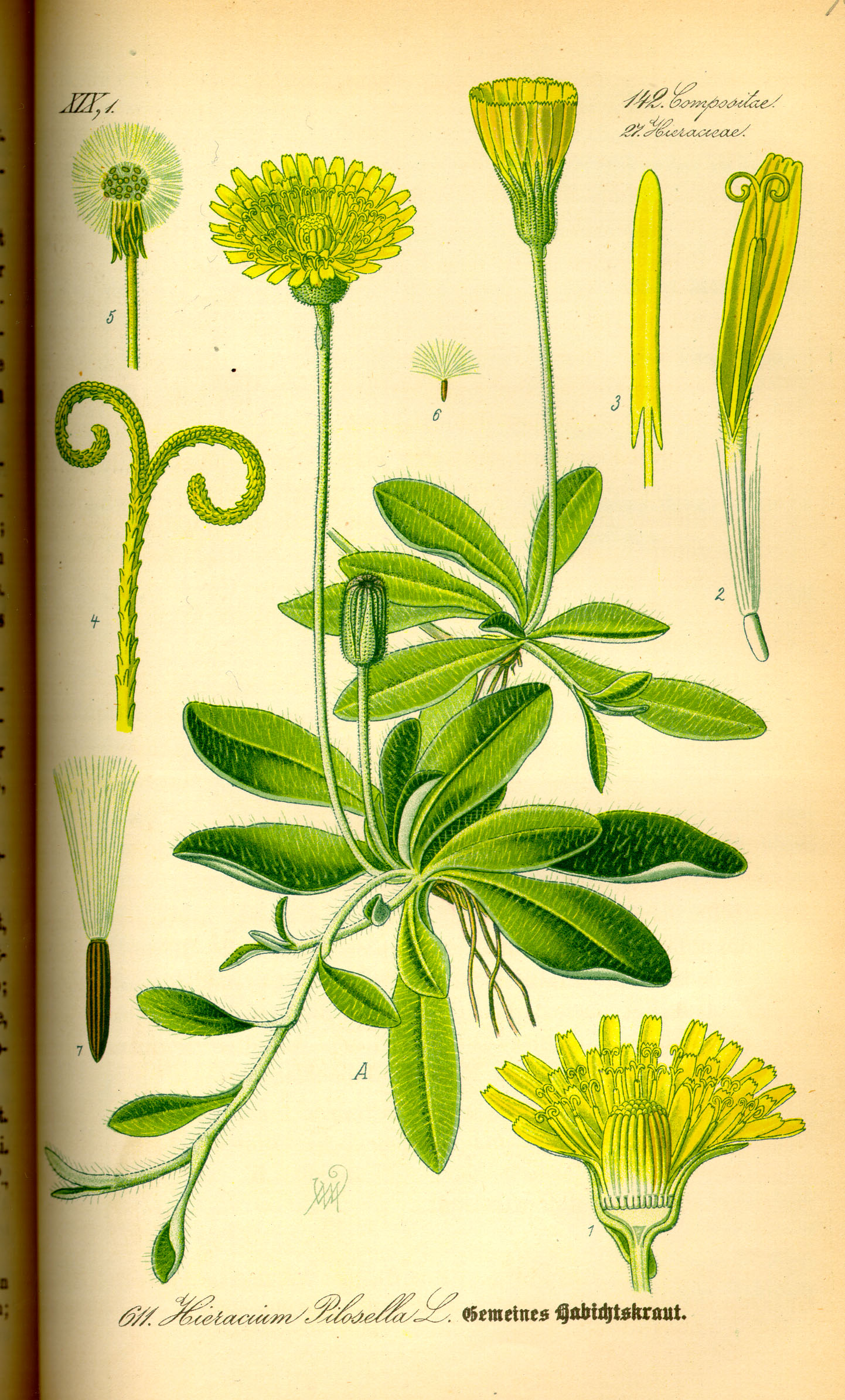